# Cheese (album)
Cheese è l'album in studio di debutto del cantautore belga Stromae, pubblicato il 14 giugno 2010. 
Contiene al suo interno la hit Alors on danse, che ha raggiunto la vetta delle classifiche di molti Paesi.

## Tracce
Testi e musiche di Stromae.
1. Bienvenue chez moi – 2:55
2. Te quiero – 3:23
3. Peace or Violence – 3:08
4. Rail de musique – 4:08
5. Alors on danse – 3:26
6. Summertime – 3:04
7. Dodo – 3:58
8. Silence – 4:40
9. Je cours – 3:15
10. House'llelujah – 3:59
11. Cheese – 3:02